# 22. Feldartillerie-Brigade (Deutsches Kaiserreich)
Die 22. Feldartillerie-Brigade war ein Großverband der Preußischen Armee.

## Geschichte
Die 22. Feldartillerie-Brigade wurde am 23. Dezember 1867 als  11. Artillerie-Brigade in Kassel aufgestellt und am 18. Juli 1872 in 11. Feldartillerie-Brigade umbenannt. Mit dieser Maßnahme wurde das Fußartillerie-Regiment (früher Festungs-Artillerie-Regiment) direkt dem Armee-Korps unterstellt und dafür das Feldartillerie-Regiment in seinem Bestand erweitert und geteilt. Bezeichnung und Nummer blieben bei den beiden Feldartillerie-Regimentern gleich. Das eine Regiment erhielt den Zusatz „Divisions-Artillerie“ und das andere „Korps-Artillerie“. Dies verdeutlichte ihre Einsatzbestimmung im Kriegsfall. Im Mai 1874 wurde die vorläufige Organisation („Divisions-Artillerie“ und „Korps-Artillerie“) aufgehoben und jedes Artillerie-Regiment erhielt eine eigene Kennzeichnung.
Mit der Auflösung der Feldartillerie-Inspektionen (AKO-Erlass vom 14. März 1889) wurden die Feldartillerie-Brigaden direkt dem Armee-Korps unterstellt und damit wurde die Brigade zum 1. Oktober 1899 in 22. Feldartillerie-Brigade umbenannt.
Am 16. Februar 1917 wurde sie zum Artillerie-Kommandeur 22 umfunktioniert, dem damit die taktische Führung der gesamten Feld- und schweren Artillerie oblag.
Sie war Teil der 22. Division,
die dem XI. Armee-Korps in Kassel zugeordnet war.

### Gliederung
- 1867 bis 1872

Feldartillerie-Regiment Nr. 11 und Hessisches Festungsartillerie-Abteilung Nr. 1
- 1872 bis 1874

Hessisches Feldartillerie-Regiment Nr. 11 Korps-Artillerie, Hessisches Feldartillerie-Regiment Nr. 11 Divisions-Artillerie, Großherzoglich Hessisches Artillerie-Korps
- 1874 bis 1890

Hessisches Feldartillerie-Regiment Nr. 11, Nassauisches Feldartillerie-Regiment Nr. 27, Großherzoglich Hessisches Feldartillerie-Regiment Nr. 25
- 1891 bis 1899

Wie vor, zusätzlich Hessisches Train-Bataillon Nr. 11 und Großherzoglich Hessisches Train-Bataillon Nr. 25
- 1899 bis 1914

1. Kurhessisches Feldartillerie-Regiment Nr. 11 und 2. Kurhessisches Feldartillerie-Regiment Nr. 47
- Kriegsgliederung bei Mobilmachung 1914

Wie vor
- Kriegsgliederung am 29. Mai 1918

Artillerie-Kommandeur Nr. 22:
Feldartillerie-Regiment Nr. 11 und Fußartillerie-Bataillon Nr. 50

### Deutsch-Französischer Krieg 1870/1871
Im Deutsch-Französischen Krieg führte General Karl von Hausmann die Brigade in den Schlachten bei Weißenburg, Wörth und Sedan und war mit ihr an der Belagerung von Paris beteiligt.

### Erster Weltkrieg
Mit Kriegsbeginn kam die Brigade im Verband der 22. Division zunächst an der Westfront zum Einsatz, verlegte Ende August 1914 zur Ostfront, wo sie bis zu ihrer Rückkehr in den Westen im Oktober 1917 verblieb.
Zu den Kampfhandlungen, Gefechten und Schlachten siehe Kampfgeschehen der 22. Division.

### Brigadekommandeure
| Name                              | Datum                                              |
| --------------------------------- | -------------------------------------------------- |
| 11. (Feld-)Artillerie-Brigade     |                                                    |
| Karl von Hausmann                 | 23. Dezember 1867 bis 30. Januar 1871              |
| Anton The Losen                   | 31. Januar 1871 bis 1. Mai 1875                    |
| Hermann von Bychelberg            | 2. Mai 1875 bis 27. Juni 1881                      |
| Paul von Fragstein und Niemsdorff | 28. Juni 1881 bis 25. Mai 1883                     |
| Adolf von Schell                  | 26. Mai 1883 bis 20. November 1884                 |
| Gustav von Manteuffel gen. Zoegen | 21. November 1884 bis 21. März 1888                |
| Friedrich Arthur Köhler           | 22. März 1888 bis 17. November 1890                |
| Otto Leo                          | 18. November 1890 bis 16. März 1894                |
| Aemil Stern                       | 17. März 1894 bis 13. Dezember 1897                |
| Ludwig Schede                     | 14. Dezember 1897 bis 14. März 1899                |
| Karl Hederich                     | 15. März 1899 bis 1. Oktober 1899                  |
| 22. Feldartillerie-Brigade        |                                                    |
| Karl Hederich                     | 1. Oktober 1899 bis 15. November 1899              |
| Karl Dieterich-Thebesius          | 16. November 1899 bis 9. März 1904                 |
| Georg Bernhard                    | 10. März 1904 bis 19. April 1909                   |
| Max von Kluge                     | 20. April 1909 bis 26. Januar 1914                 |
| Carl Gronau                       | 27. Januar 1914 bis 7. September 1916              |
| Max Georg Wilke                   | 8. September 1916 bis Kriegsende                   |
| Richard Landauer                  | 5. Februar 1919 bis 25. Mai 1919 (Demobilisierung) |